# Zlahtina

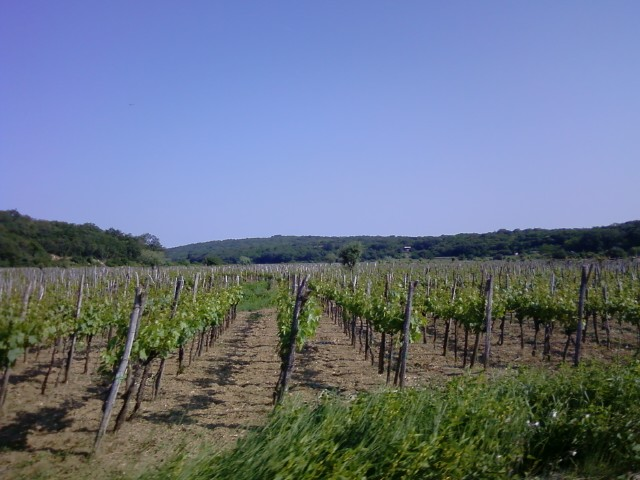
Wijnbouw bij Vrbnik

Zlahtina is een authentieke witte, licht mousserende wijn van het eiland Krk in Kroatië. De wijn wordt gemaakt van een inheemse druivensoort, de Zlahtina, die in een beschut dal bij Vrbnik wordt verbouwd.